# Янискоски ГЭС
Янискоски ГЭС (Янискоская ГЭС) (фин. Jäniskosken voimalaitos) — гидроэлектростанция в Мурманской области России. Расположена на реке Паз, входит в каскад Пазских ГЭС.

## История
Янискоски, самая первая станция Пазского Каскада, начала строиться на территории Финляндии в 1938 году, и через четыре года была пущена в эксплуатацию. Она предназначалась для энергоснабжения никелевых рудников района Петсамо. Разрушенная немецкими войсками в октябре 1944 года, ГЭС восстанавливалась по контракту с СССР финской фирмой «Иматран Войма», которая позже строила Раякоски и Кайтакоски ГЭС. Был построен посёлок гидроэнергетиков (в настоящее время нежилой).
31 июля 1950 года пущена, а 26 декабря 1950 — принята в эксплуатацию. Этот день считается не только днем рождения станции — с него начался послевоенный период экономического сотрудничества между Советским Союзом, Финляндией и Норвегией.
Является низконапорной русловой ГЭС.
Состав сооружений ГЭС:
- водосбросная бетонная плотина длиной 215 м;
- здание ГЭС руслового типа.

Мощность ГЭС — 30,2 МВт, среднегодовая выработка — 210 млн кВт·ч. В здании ГЭС установлено 2 поворотно-лопастных гидроагрегата мощностью по 15,1 МВт, работающих при расчётном напоре 21,5 м, а также 1 агрегат собственных нужд с радиально-осевой турбиной, мощностью 0,3 МВт.
Водохранилище ГЭС Янискоски имеет объём 30 миллионов кубометров. Это позволяет осуществлять суточное регулирование стока и сохранять необходимый уровень воды в естественном водохранилище.
В 2021 году завершилась комплексная реконструкция гидроагрегата № 1 Янискоски ГЭС.

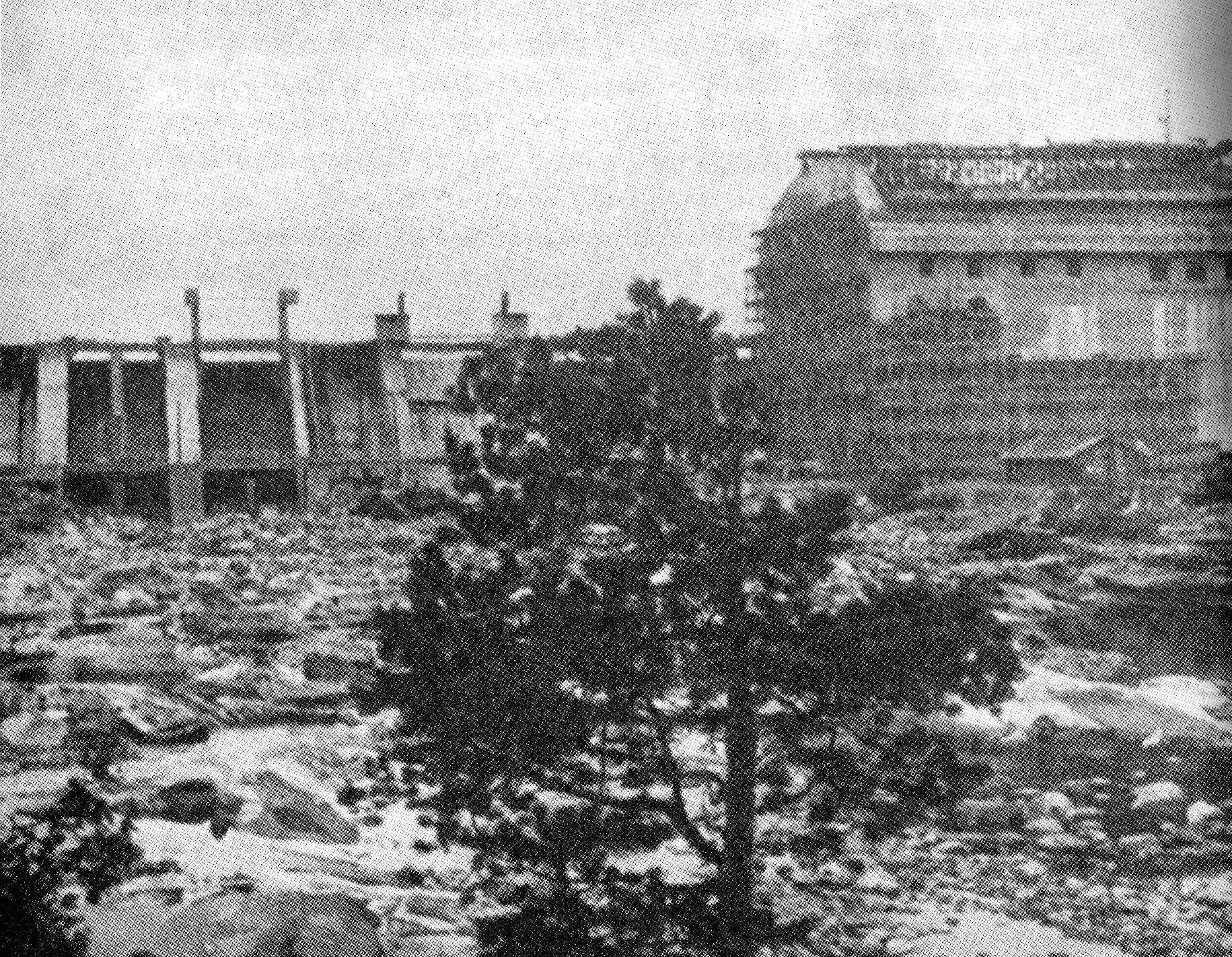
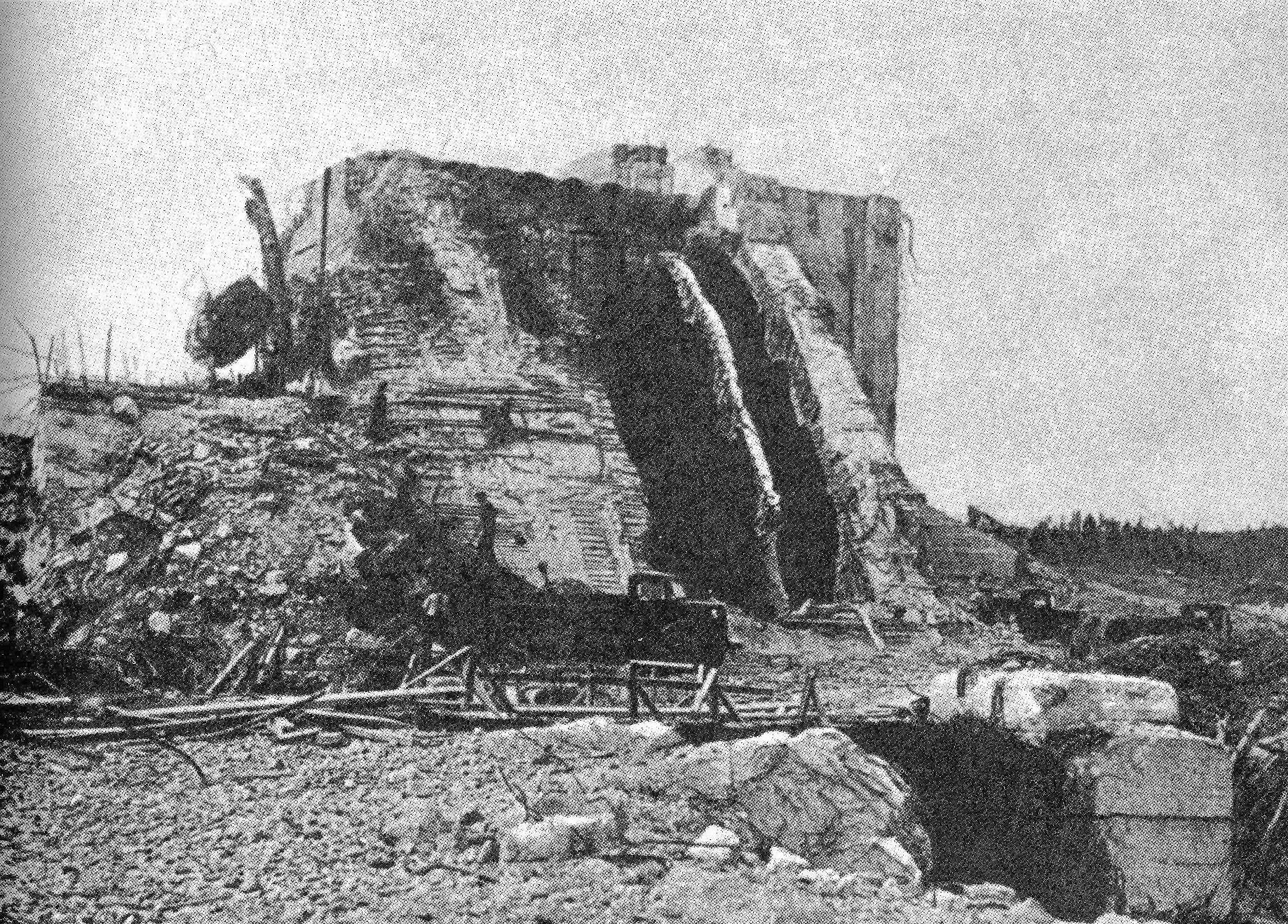